# Джан Дъдзян
Джан Дъдзян (на китайски: 张德江, традиционен китайски: 張德江) е роден през ноември 1946 г. и е настоящ заместник-министър-председател на Държавния съвет на КНР и известен ръководител на Китайската комунистическа партия, член на нейното Политбюро.
Джан, родом от Тайян, Ляонин, следва в Университета Янбян, където изучава корейски език. От август 1978 г. Джан следва в Университета Ким Ир Сен в Корейската народно-демократична република и получава степен по икономика. Като резултат от това мнозина го смятат за съюзник на диктатора на КНДР Ким Чен Ир.
Издига се през ерата на Цзян Цзъмин.
Като партиен шеф в Гуандун и приближен на Дзян Дзъмин той е активно замесен в потулването на аферата за вируса SARS. Неговата строгост към народните брожения допринася за потушаването на протестите през 2005 в Донджоу.

## Дейност като заместник-министър-председател
Джан Дъдзян е назначен на поста вицепремиер на 17 март 2008 г. 
Още на 4 април 2008 г. Джан Дъдзян се среща с директора на Европейския аерокосмически и отбранителен концерн (ЕАДС) Марван Лахуд.

Джан Дъдзян положително оценява ролята на ЕАДС в укрепването на сътрудничеството между Китай и Европа в сферите на космоса и отбранителната безопасност, а също се отзовава с одобрение за сътрудничеството и партньорството между принадлежащия на ЕАДС авиостроителен консорциум „Ербас индастри“ и китайските предприятия, в т. ч. с Китайската международна авиокомпания. От своя страна М. Лахуд заявява, че „ЕАДС е преизпълнен с увереност в съхранението на продължителния ръст на икономиката на Китай“. 
На 18 април Джан Дъдзян взима участие в откриването на скоростната железница Пекин-Шанхай, признава бъдещата ѝ значимост за икономическия разцвет на КНР и заявява, че нейното проектиране трябва да е такова, че да се превърне в една от първокласните скоростни железници в света.
Когато на 28 април 2008 г. влакът Т195 дерайлира и са убити 43 души, а 297 са ранени, вицепремиерът веднага се отправя на мястото, като в същото време са уволнени и високопоставени ръководители в окръга, отговорни за железопътния транспорт. 